# Championnat d'Italie de rugby à XV 1960-1961
Navigation
Serie A 1959-1960 Serie A 1961-1962

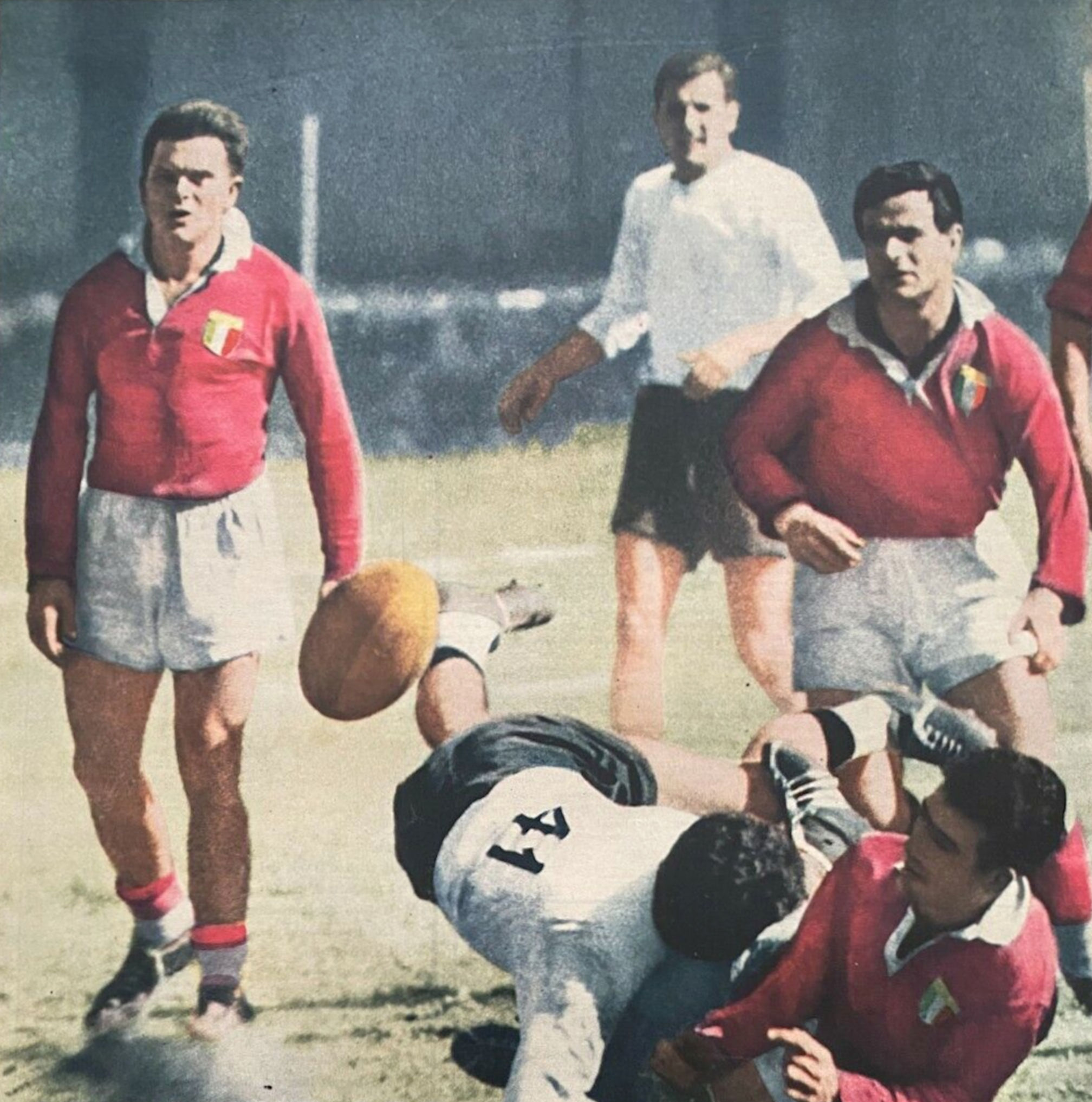
Milan (Italie), Stade "Mario Giuriati", mai 1961. Amatori Milan - Fiamme Oro Padua 0-22, 9e journée du dernier tour de la Ligue italienne 1960-61 Eccellenza : Fiamme Oro remporte son 4ème titre italien.

Le Championnat d'Italie de rugby à XV 1960-1961 oppose les vingt-quatre meilleures équipes italiennes de rugby à XV. Le championnat débute en 1960 et se termine en 1961. Comme les deux dernières années, les 24 clubs sont réparties en 3 groupes de 8 équipes chacune. Compte tenu de la restructuration du championnat pour la saison suivante, onze équipes sont reléguées en Série B. Les deux premiers de chaque poule sont qualifiés pour le tour final. Pour la 4e année consécutive, le Fiamme Oro remporte le championnat national.

## Équipes participantes
Les vingt-quatre équipes sont réparties de la manière suivante :
| Groupe A - Amatori Milan - Parme - Rugby Milano - Livorno - Brescia - Diavoli Milano - CUS Genova - Giudici Rho | Groupe B - Fiamme Oro - Ignis Trévise - Rugby Rovigo - Petrarca - Fulmine Piacenza - Udine - Venezia - Sempione Milano | Groupe C - L'Aquila - GS Esercito Napoli - Fiamme Oro Firenze - Frascati - SS Lazio - Partenope Napoli - Admiral Rugby Rome - Roma Olimpic |

### Phase de groupe

#### Groupe A
| Rang | Club                | J  | V | N | D  | Pm  | Pe  | Diff | Pts |
| ---- | ------------------- | -- | - | - | -- | --- | --- | ---- | --- |
| 1    | Amatori Rugby Milan | 14 | 9 | 3 | 2  | 139 | 51  | +88  | 21  |
| 2    | Rugby Parma         | 14 | 8 | 2 | 4  | 110 | 58  | +52  | 18  |
| 3    | Rugby Milano        | 14 | 8 | 1 | 5  | 108 | 75  | +33  | 17  |
| 4    | Livorno             | 14 | 8 | 1 | 5  | 108 | 77  | +31  | 17  |
| 5    | Rugby Brescia       | 14 | 8 | 1 | 5  | 79  | 82  | -3   | 17  |
| 6    | Diavoli Milano      | 14 | 5 | 2 | 7  | 85  | 102 | -17  | 12  |
| 7    | Genova              | 14 | 2 | 1 | 11 | 82  | 138 | -56  | 8   |
| 8    | Giudici Rho         | 16 | 1 | 3 | 12 | 26  | 122 | -96  | 5   |

|  | Qualifiés pour le tour final (no 1, no 2) |
|  | Barrage accession (no 5)                  |
|  | Relégués (no 6, no 7, no 8)               |

Attribution des points :  victoire : 2, match nul : 1, défaite : 0.

#### Groupe B
| Rang | Club                  | J  | V  | N | D  | Pm  | Pe  | Diff | Pts |
| ---- | --------------------- | -- | -- | - | -- | --- | --- | ---- | --- |
| 1    | Fiamme Oro Padova (T) | 14 | 12 | 1 | 1  | 393 | 64  | +329 | 25  |
| 2    | Ignis Trévise         | 14 | 10 | 1 | 3  | 139 | 73  | +66  | 21  |
| 3    | Rugby Rovigo          | 14 | 9  | 3 | 2  | 157 | 38  | +119 | 21  |
| 4    | Petrarca Padoue       | 14 | 7  | 2 | 5  | 80  | 84  | -4   | 16  |
| 5    | Fulmine Piacenza      | 15 | 6  | 1 | 8  | 50  | 164 | -114 | 13  |
| 6    | Udine                 | 14 | 3  | 0 | 11 | 58  | 179 | -121 | 6   |
| 7    | Venezia               | 14 | 1  | 3 | 10 | 55  | 154 | -99  | 5   |
| 8    | Sempione Milano       | 14 | 2  | 1 | 11 | 24  | 200 | -176 | 5   |

|  | Qualifiés pour le tour final (no 1, no 2) |
|  | Barrage accession (no 5)                  |
|  | Relégués (no 6, no 7, no 8)               |
|  | T : tenant du titre 1960                  |

Attribution des points :  victoire : 2, match nul : 1, défaite : 0.

#### Groupe C
| Rang | Club               | J  | V | N | D  | Pm  | Pe  | Diff | Pts |
| ---- | ------------------ | -- | - | - | -- | --- | --- | ---- | --- |
| 1    | Partenope          | 14 | 9 | 4 | 1  | 120 | 54  | +66  | 22  |
| 2    | Fiamme Oro Firenze | 14 | 8 | 4 | 2  | 93  | 39  | +54  | 20  |
| 3    | GS Esercito Napoli | 14 | 6 | 4 | 4  | 74  | 58  | +16  | 16  |
| 4    | L'Aquila Rugby     | 14 | 8 | 0 | 6  | 88  | 83  | +5   | 16  |
| 5    | Rugby Rome         | 14 | 4 | 4 | 6  | 52  | 55  | -3   | 12  |
| 6    | SS Lazio           | 14 | 3 | 4 | 7  | 48  | 69  | -21  | 10  |
| 7    | Frascati           | 14 | 4 | 2 | 8  | 69  | 106 | -37  | 10  |
| 8    | Roma Olympic       | 14 | 2 | 2 | 10 | 56  | 136 | -80  | 6   |

|  | Qualifiés pour le tour final (no 1, no 2) |
|  | Barrage accession (no 5)                  |
|  | Relégués (no 6, no 7, no 8)               |

Attribution des points :  victoire : 2, match nul : 1, défaite : 0.

### Tour final
| Rang | Club                | J  | V  | N | D | Pm  | Pe  | Diff | Pts |
| ---- | ------------------- | -- | -- | - | - | --- | --- | ---- | --- |
| 1    | Fiamme Oro Padova   | 10 | 10 | 0 | 0 | 218 | 21  | +197 | 20  |
| 2    | Ignis Trévise       | 10 | 5  | 1 | 4 | 86  | 74  | +12  | 11  |
| 3    | Amatori Rugby Milan | 10 | 5  | 1 | 4 | 57  | 103 | -46  | 11  |
| 4    | Partenope           | 10 | 4  | 0 | 6 | 75  | 140 | -65  | 8   |
| 5    | Rugby Parma         | 10 | 2  | 0 | 8 | 83  | 114 | -31  | 4   |
| 6    | Fiamme Oro Firenze  | 10 | 2  | 0 | 8 | 42  | 135 | -93  | 4   |

|  | Vainqueur (no 1) |

Attribution des points :  victoire : 2, match nul : 1, défaite : 0.

### Barrage d'accession pour le championnat 1961-1962
| Rang | Club             | J | V | N | D | Pm | Pe | Diff | Pts |
| ---- | ---------------- | - | - | - | - | -- | -- | ---- | --- |
| 1    | Rugby Brescia    | 2 | 2 | 0 | 0 | 17 | 5  | +12  | 4   |
| 2    | Rugby Rome       | 2 | 1 | 0 | 1 | 6  | 3  | +3   | 2   |
| 3    | Fulmine Piacenza | 2 | 0 | 0 | 2 | 8  | 20 | -12  | 0   |

|  | Vainqueur du barrage (no 1) |

Attribution des points :  victoire : 2, match nul : 1, défaite : 0.

## Vainqueur
| Entraîneur |                        |                                                           |
| Avants     | Pilier                 | Battistin, Buccino, Cappeschi, G. Del Grande II, Giordano |
| Avants     | Talonneur              |                                                           |
| Avants     | Deuxième ligne         | Avigo, Gori, Vani                                         |
| Avants     | Troisième ligne aile   | Fronda, Omodei, Simonelli                                 |
| Avants     | Troisième ligne centre |                                                           |
| Arrières   | Demi de mêlée          |                                                           |
| Arrières   | Demi d'ouverture       | O. Bettarello                                             |
| Arrières   | Centre                 | Autore, Maccagnan                                         |
| Arrières   | Ailier                 | Annichiarico, Ferraretto                                  |
| Arrières   | Arrière                | Di Zitti, Rovelli                                         |